# Okresní soud v Olomouci
Okresní soud v Olomouci je okresní soud se sídlem v Olomouci. Rozhoduje jako soud prvního stupně ve všech trestních a civilních věcech, ledaže jde o specializovanou agendu (nejzávažnější trestné činy, insolvenční řízení, spory ve věcech obchodních korporací, hospodářské soutěže, duševního vlastnictví apod.), která je stejně jako správní soudnictví svěřena Krajskému soudu v Ostravě – pobočka v Olomouci.
V těsné blízkosti budovy soudu se nachází areál Vazební věznice Olomouc. Celý komplex soudu i věznice je památkově chráněn.

## Budova

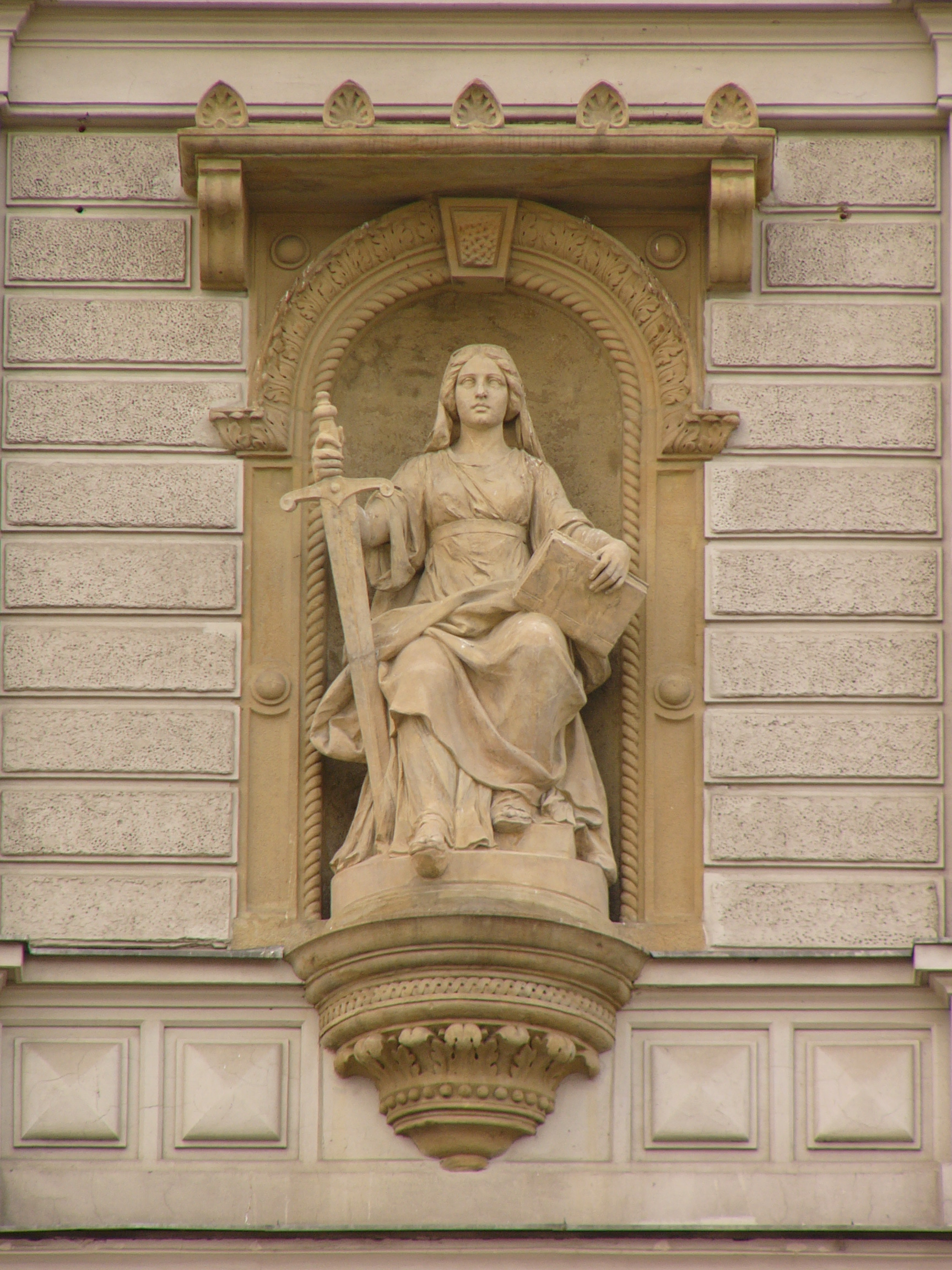
Alegorie Spravedlnosti v průčelí budovy

Soud se nachází v novorenesančním justičním paláci na třídě Svobody. Komplex budov byl postaven na místě jednoho ze západních opevnění města podle plánu vídeňského architekta Alexandra Wielemanse a dokončen byl roku 1902 (do té doby jak krajský soud, tak okresní soud i státní zastupitelství sídlily v olomoucké radnici). V průčelí se nachází věž s hodinami a alegorickou sochou Spravedlnosti, u vchodu jsou dvě sochy lvů v nadživotní velikosti. Zadní trakt areálu tvoří vazební věznice. Justiční palác je od roku 1958 chráněn jako nemovitá kulturní památka.

## Historie
Okresní soud vznikl roku 1850 a až do roku 1960 spadal do obvodu krajského soudu v Olomouci. Poté byl přičleněn pod ostravský krajský soud, který má ovšem od roku 1993 v Olomouci svou pobočku.
Původní soudní okres Olomouc byl méně rozsáhlý, protože okresní soudy byly i v Litovli, Uničově, Šternberku a ve Městě Libavá, zahrnoval nicméně jak samostatné město Olomouc, tak politický okres Olomouc-venkov. Takto vymezená místní působnost soudu zůstala víceméně i po roce 1949, kdy byla soudní organizace navázána na okresní a krajské národní výbory, k rozšíření na dnešní stav došlo až po správní reformě v roce 1960. Po roce 2005 byly ale do okresu Olomouc začleněny další obce a obvod okresního soudu se s ním už zcela neshoduje.

## Soudní obvod
Do obvodu Okresního soudu v Olomouci patří území vojenského újezdu Libavá a těchto obcí:
Babice •
Bělkovice-Lašťany •
Bílá Lhota •
Bílsko •
Blatec •
Bohuňovice •
Bouzov •
Bukovany •
Bystročice •
Bystrovany •
Červenka •
Daskabát •
Dlouhá Loučka •
Dolany •
Doloplazy •
Domašov nad Bystřicí •
Domašov u Šternberka •
Drahanovice •
Dub nad Moravou •
Dubčany •
Grygov •
Haňovice •
Hlásnice •
Hlubočky •
Hlušovice •
Hněvotín •
Hnojice •
Horka nad Moravou •
Horní Loděnice •
Hraničné Petrovice •
Charváty •
Cholina •
Jívová •
Komárov •
Kozlov •
Kožušany-Tážaly •
Krčmaň •
Křelov-Břuchotín •
Liboš •
Lipina •
Litovel •
Loučany •
Loučka •
Luběnice •
Luboměř pod Strážnou •
Luká •
Lutín •
Lužice •
Majetín •
Medlov •
Měrotín •
Město Libavá •
Mladeč •
Mladějovice •
Mrsklesy •
Mutkov •
Náklo •
Náměšť na Hané •
Nová Hradečná •
Olbramice •
Olomouc •
Paseka •
Pňovice •
Přáslavice •
Příkazy •
Řídeč •
Samotišky •
Senice na Hané •
Senička •
Skrbeň •
Slatinice •
Slavětín •
Strukov •
Střeň •
Suchonice •
Svésedlice •
Štarnov •
Štěpánov •
Šternberk •
Šumvald •
Těšetice •
Tovéř •
Troubelice •
Tršice •
Újezd •
Uničov •
Ústín •
Velká Bystřice •
Velký Týnec •
Velký Újezd •
Věrovany •
Vilémov •
Želechovice •
Žerotín